# John G. Cawelti
John G. Cawelti (Evanston, 31 dicembre 1929 – Louisville, 30 maggio 2022) è stato uno scrittore statunitense, fu l'autore di The Spy Story e di altre pubblicazioni sui generi di narrativa poliziesca e western..
Il premio John G. Cawelti viene assegnato ogni anno in suo onore dalla Popular Culture Association all'autore di un libro di testo, di un manuale o di un libro accademico degno di nota utilizzato in corso sulla cultura popolare e sulla cultura americana.
Cawelti sì è anche interessato alla fantascienza e presiedette un corso su questo argomento all'Università di Chicago mentre insegnava presso questa istituzione.
Cawelti è stato uno dei primi a riconoscere una dignità accademica allo studio della cultura popolare. Il suo libro The Six Gun Mystique, del 1971, analizza i messaggi contenuti in romanzi occidentali molto popolari. Con Adventure, Mystery, and Romance: Formula Stories as Art and Popular Culture ha analizzato le formule utilizzate in questi generi popolari e, per importanza, li ha portati sullo stesso livello della letteratura "alta".